# 2010 GA6
2010 GA6 es un asteroide cercano a la Tierra (también denominado  NEO ) descubierto en 2010. Se describe como una roca espacial relativamente pequeña, de alrededor de 22 metros de ancho. Fue descubierta por los astrónomos con el Catalina Sky Survey, en Tucson, Arizona. El asteroide pasó por la tierra a una distancia de cerca de 223.000 millas a las 7:06 p. m. EST en el 8 de abril de 2010.